# Running with the Wolves
Running with the Wolves is de eerste ep van de Noorse singer-songwriter en producer AURORA.
Het bekendste lied van de ep is Runaway, dat ook is terug te vinden op AURORA's debuutalbum All My Demons Greeting Me as a Friend, dat een jaar later verscheen. Hoewel Runaway reeds in februari 2015 werd uitgebracht, werd het pas in het voorjaar van 2021 een wereldhit, nadat het populair was geworden op het socialemediaplatform TikTok.

## Nummers

### Cd-versie
1. "Runaway" - 4:10
2. "Running with the Wolves" - 3:12
3. "In Boxes" - 3:22
4. "Little Boy in the Grass" - 4:15

### Vinylversie
1. "Runaway" - 4:10
2. "Running with the Wolves" - 3:12
3. "Awakening" - 3:40
4. "Under Stars" - 3:19
5. "In Boxes" - 3:22
6. "Little Boy in the Grass" - 4:15